# Syneches guangxiensis
Syneches guangxiensis är en tvåvingeart som beskrevs av Yang 2007. Syneches guangxiensis ingår i släktet Syneches och familjen puckeldansflugor. Inga underarter finns listade i Catalogue of Life.